# محرم در ایران
محرم یکی از مهم‌ترین ماه‌های تقویم اسلامی و مذهبی در ایران است که یادآور واقعه عاشورا و شهادت امام حسین (ع) و یارانش در کربلا است. این ماه به عنوان نمادی از ایستادگی در برابر ظلم و فساد شناخته می‌شود و مردم ایران با شور و شعور خاصی آن را گرامی می‌دارند. در طول محرم، مراسم مختلفی مانند نوحه‌خوانی، سینه‌زنی، و تعزیه‌خوانی برگزار می‌شود که در آن‌ها عاشورا و حوادث کربلا به تصویر کشیده می‌شود. مردم از شهرها و روستاها در هیئت‌ها و دسته‌های عزاداری شرکت می‌کنند و با نذر و صدقه، به نیازمندان کمک می‌نمایند. همچنین در این ماه، حسینیه‌ها و تکایا مملو از جمعیت می‌شود و فضای معنوی خاصی بر جامعه حاکم است. محرم نه تنها یک مراسم مذهبی، بلکه فرصتی برای ترویج ارزش‌هایی همچون ایثار، شجاعت، و وفاداری به اصول انسانی است. این مناسبت در فرهنگ ایرانی جایگاه ویژه‌ای دارد و نسل به نسل منتقل می‌شود تا همواره یاد امام حسین (ع) زنده بماند.

## سوگواری محرم در ایران

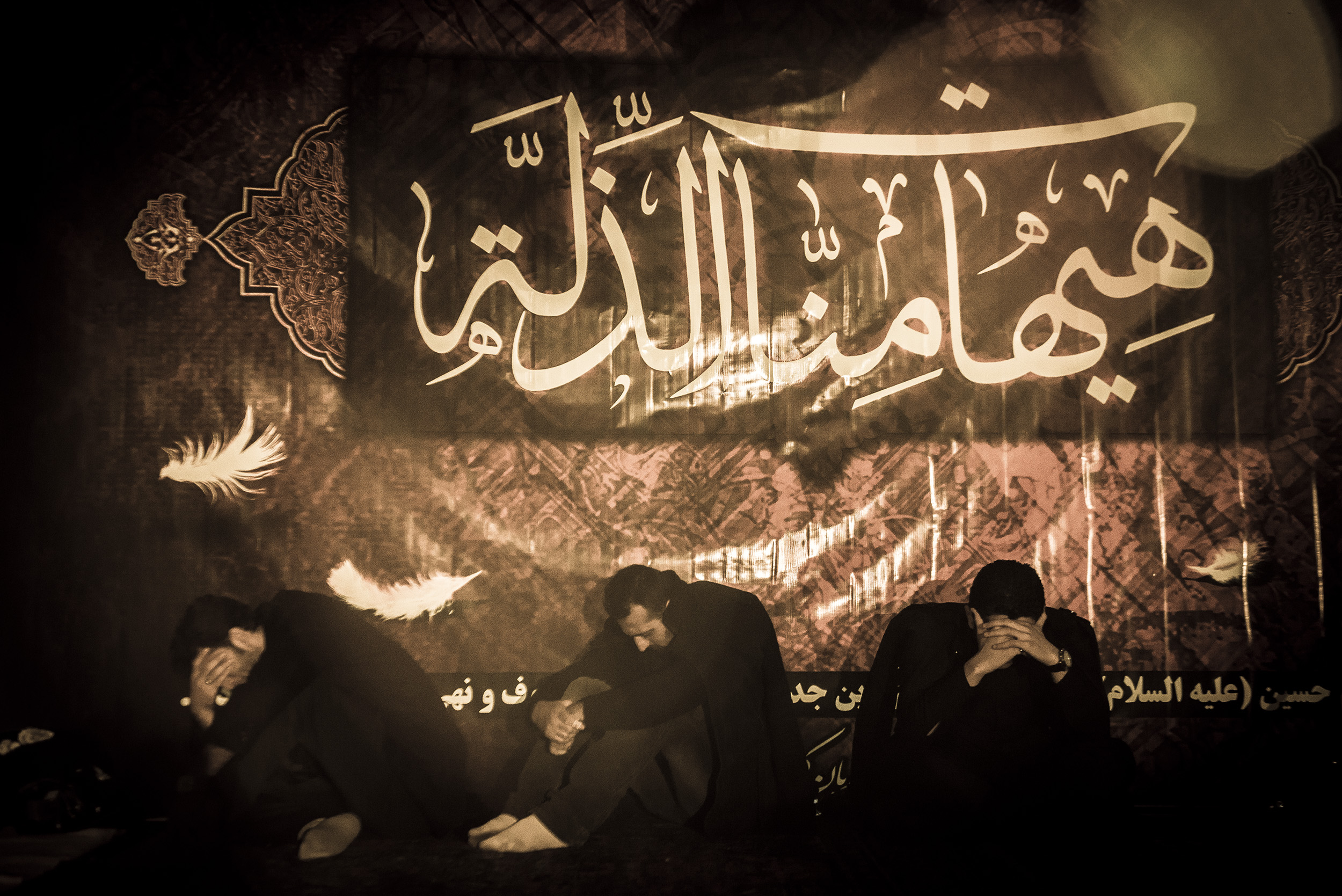
تصویری از یک جلسه عزاداری محرم که در آن پرچمی با جمله معروف حسین در روز عاشورا «هیهات من الذلة» (محال است تن به ذلت دهیم) نصب شده‌است.

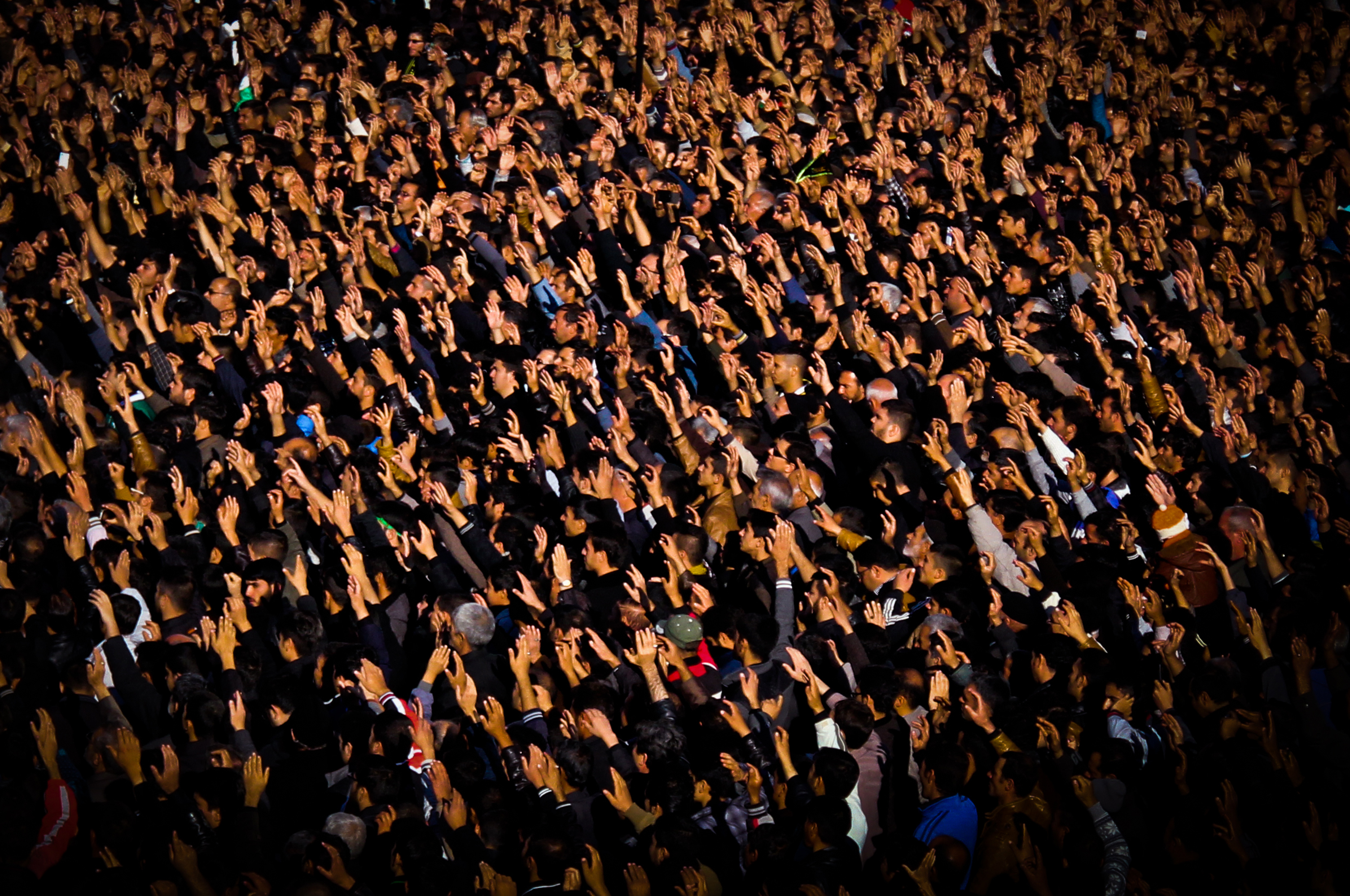
تصویری از حضور شیعیان ایران در یک مراسم عزاداری

در روزهای عزاداری محرم چهره شهرهای بزرگ و کوچک ایران به صورت چشمگیری تغییر می‌کند و سیاهپوش می‌شود. بیرق‌ها و پرچم های سیاه و گاه سبز رنگ بر درها و بام های تکایا، مساجد، مؤسسات، ادارات، معابر و برخی خانه‌ها افراشته می‌شود. شیعیان سیاه می‌پوشند، خصوصاً در ظهر عاشورا برخی چهره‌ و موی خود را گِل‌ آلود می‌کنند. در این ایام زنان و مردان شیعه در مساجد و معابر و تکایا جمع می‌شوند به سر و سینه خود می‌کوبند تا عزا برپا دارند و با کشته‌شدگان واقعه کربلا که چهارده قرن پیش در صحرای کربلا رخ داد ابراز همدردی کنند.
با آنکه شهر ظاهری پُر آشوب دارد و مملو از مردانی است که با زنجیر و دست به سر و سینه خود می‌کوبند، اما آنچه به نظر گویتیسولو شگفت‌آور است: «مشاهده انبوه مردمانی است که از زن و مرد، پیر و جوان، بزرگ و کوچک، با مهربانی و همدلی در کنار هم سوگواری می‌کنند.» او معتقد است که «مردمان در این دو سه روز با یکدیگر از زمان‌های دیگر مهربان‌ ترند و همدل‌ تر هستند.»
در ایران روضه‌ ها بیشتر در ماه‌های محرم و صفر برگزار می‌شوند. معمولاً هر مجلس روضه از دو بخش زنانه و مردانه تشکیل می‌شود. برخی روضه‌ ها ممکن است کاملاً زنانه باشند و گاه کاملاً مردانه. مجلس روضه ممکن است در خانه تشکیل شود یا در تکیه‌ها، مساجد و حسینیه‌ها برپا شود.
برخی اسطوره‌شناسان و پژوهشگران با تأکید بر تداوم آیین‌ های سوگ سیاوش می‌گویند که این آیین‌ها پس از اسلام بخش مهمی از سوگواری محرم و رویداد عاشورا را شکل می‌دهد.

## کارناوال حکومتی
ایرانیان مخالف مذهب و حکومت اسلامی در ایران بر این باور هستند که عزاداری ماه محرم یک کارناوال سیاسی است که توسط حکومت اسلامی ایران برگزار می‌شود و با سرمایه‌گذاری‌های کلان برای تبلیغات و ایجاد فضای مذهبی در این ماه، مردم را در جهت برگزاری مراسم‌های عزاداری سوق می‌دهد که این عمل با اهداف سیاسی و نشان دادن اقتدار نظام صورت می‌گیرد.

## نذری
در هنگام سوگواری محرم در ایران، انواعی از خوراکی‌ها بین مردم پخش می‌شود؛ این موضوع حوادث بدی را نیز در بر داشته‌است؛ برای مثال در سال ۱۳۹۶ گزارشی مبنی بر افتادن کودکان در دیگ نذری و سوختن آنها منتشر شد.
از نذر هایی که بین مردم پخش می‌شود میتوان به قیمه و قرمه سبزی و قیمه نثار اشاره کرد که در تهران اهمیت بسیاری دارد. 

## انواع هیئت
- یک دسته از هیئت‌ها فقط در محرم و صفر و دیگر ایام سوگواری عمومی تشکیل می‌شود. افراد آن در ایام خاصی دور هم جمع شده به عزاداری می‌پردازند. و با
- هیئت‌ هایی که در طول ایام سال فعالیت می‌کنند. بر حسب توافقی که کرده‌اند در شب‌های جمعه یا صبح جمعه یا شب چهارشنبه و غیره گرد هم جمع می‌شوند.[۱۰]

## روش‌ های مرسوم
- زنجیرزنی
- سینه‌ زنی
- نوحه‌خوانی
- مرثیه‌سرایی
- روضه
- طبل و دُهُل‌زنی
- بلندکردن پرچم
- آتش‌زدن خیمه‌ها
- تعزیه

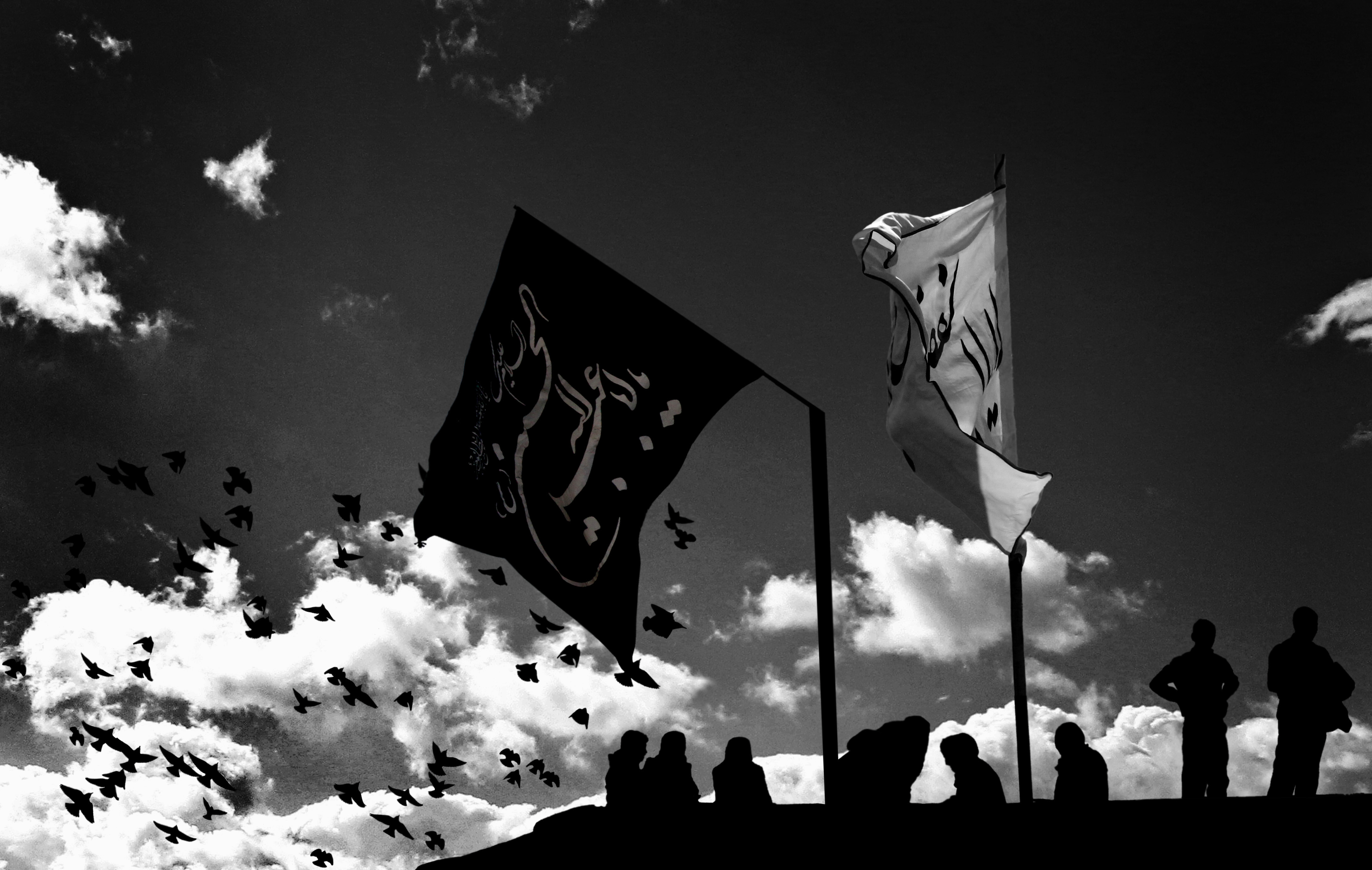
برافراشتن پرچم‌های «یا اباعبدالله الحسین» و «یا اباالفضل العباس» در ایام محرم

- بلندکردن عَلَم و عَلَم‌کشی در خیابان (که سابقاً ممنوع بوده ولی اکنون قانونی است)[۱۱]
- قمه‌زنی[۱۲][۱۳]

## تاریخچه

### قبل از اسلام
شواهد فراوانی وجود دارد که در ایران پس از اسلام عمده مراسم عزاداری، به ویژه سوگ آئین غیررسمی تحت تأثیر آئین سوگ سیاوش بوده و آثار آن تا امروز باقی است. در این میان هر چه به حوزه آمودریا نزدیک تر شَویم، سوگ آئین‌ها به آئین سوگ سیاوش نزدیک ترند چه بسا سوگمند یا آئین ورز، مثلاً تیمور گورکانی باشد. دورترین اثر مستقیمی که از سیاوشان می‌توان دید بین عرب‌های شیعه در عراق است که سوگ امام سوم خویش، به ویژه زنان، سر و سینه را برهنه و موها را افشان می‌کنند، زاری کنان بر سر و سینه می‌زنند وتا دیری موی خود را کوتاه نمی‌کنند. در بین اهل تسنن اساساً چنین رسم هائی وجود ندارد و این نشان می‌دهد که حتی در بین‌النهرین آداب بازمانده سوگ، ایرانی است یا بهتر بگوئیم صرفاً از دوره اسلامی ایران اثری دارد. کهن‌ترین یادگارهای سوگ سیاوش در دوره اسلامی یکی سوگ آئین‌های آسیای مرکزی، مخصوصاً در بخارا است و دیگری کارهای عبدالرحمن ابومسلم خراسانی در استفاده از این آئین در تجهیز ایرانیان علیه حکومت عربی. به این ترتیب یک قیام بزرگ که منجر به حکومت بنی عباس شد، با یک شعار ایرانی (رنگ اسپ سیاه سیاوش)، هویت یافت و به نتیجه رسید. از آنجا که این نهضت در خراسان و یکی از مراکز مهمی صورت گرفت که در آن آئین سیاوش کاملاً شناخته بود (مرو)، رنگ ایرانی ماجرا و اثر سوگ آئین در شکل‌گیری و پیروزی آن بی تأثیر نبوده‌است. می‌دانیم که جامه نیلی کردن که بعدها سیاه پوشی و سیاه جامگی شده‌است، از آئین سیاوش گرفته شده‌است.

### از آغاز اسلام تا سده هفتم
سوگواری برای کشته شدگان کربلا در همان روزهای پس این واقعه انجام شد. در چهلم (اربعین) هنگامی که اسیران از شام بسوی مدینه در حرکت بودند راه خود را به سمت کربلا تغییر داه و هنگامی که بدان سرزمین رسیدند با جابر ابن عبدالله انصاری صحابی پیامبر و تعدادی از بنی هاشم مواجه شدند و در آنجا به سوگواری و نوحه سرایی پرداختند.
سوگواری در مدینه اولین بار به پیشگامی ام سلمه همسر پیامبر اسلام انجام شد.
در دوران امام پنجم شیعیان (که خود در کربلا حضور داشت) و امام ششم شیعیان که مصادف با دوران ضعف بنی امیه بود عزاداری به صورت مراسم سالانه رواج یافت.
سایر امامان شیعه نیز در برگزاری مراسم سالانه برای کشتگان کربلا اهتمام داشتند.دراین دوران تعداد زیادی از شاعران شیعه نیز اشعاری در مراثی حسین سرودند.

### آل بویه
یکی ازمهمترین دوران عزاداری برای کشتگان کربلا در قرن چهارم و مقارن با حکومت آل بویه‌است. در این دوران حکومت‌های شیعی همچون علویان طبرستان، زیدیان یمن، حمدانیان در شمال عراق، فاطمیان در مصر و آل بویه در عراق و ایران به قدرت رسیدند. عموم مورخان به برگزاری عزاداری به صورت عمومی در کوچه خیابان در این دوران اشاره کرده‌اند.
در این باره ابن جوزی می‌نویسد: «در سال ۳۵۲ (قمری) معزالدوله دیلمی دستور داد، مردم در روز عاشورا جمع شوند و اظهار حزن کنند؛ در این روز بازارها بسته شد و خرید و فروش موقوف گردید؛ قصابان گوسفند ذبح نکردند، هریسه پزها هریسه (حلیم) نپختند، مردم آب ننوشیدند؛ در بازارها خیمه برپا کردند و به رسم عزاداری کرباس آویختند؛ زنان به سرو روی خود می‌زدند و بر حسین ندبه می‌کردند.»

حاکمان فاطمی مصر نیز با آنکه با ال بویه رقیب بودند از روش آنان در عزاداری پیروی کردند. تقی الدین مقریزی در این باره می‌نویسد که:
در زمان المعزلدین الله به سال ۳۶۳ (قمری) در کشور مصر تمام فاطمیین و شیعه در روز عاشورا در کنار مقبره ام کلثوم و سیده نفیسه اجتماع نموده و به عزاداری پرداختند و مبلغ بی حساب برای اطعام و عزاداری و شربت مخارج نمودند و به سال ۳۹۶ (قمری) در مصر کلیه بازارها را تعطیل عمومی کردند و ابن مأمون در سال ۵۱۵ (قمری) از موقوفات و صدقات کشور مصر روز عاشورا را تعطیل و روز توزیع صدقات قرار داد. و در عهد صدارت افضل بن بدرالدین در مسجد حسینی قاهره بوریاها فرش شد و افضل بدین سان در قلب مردم را یافت.

## اصطلاح‌ها

### دسته‌ها

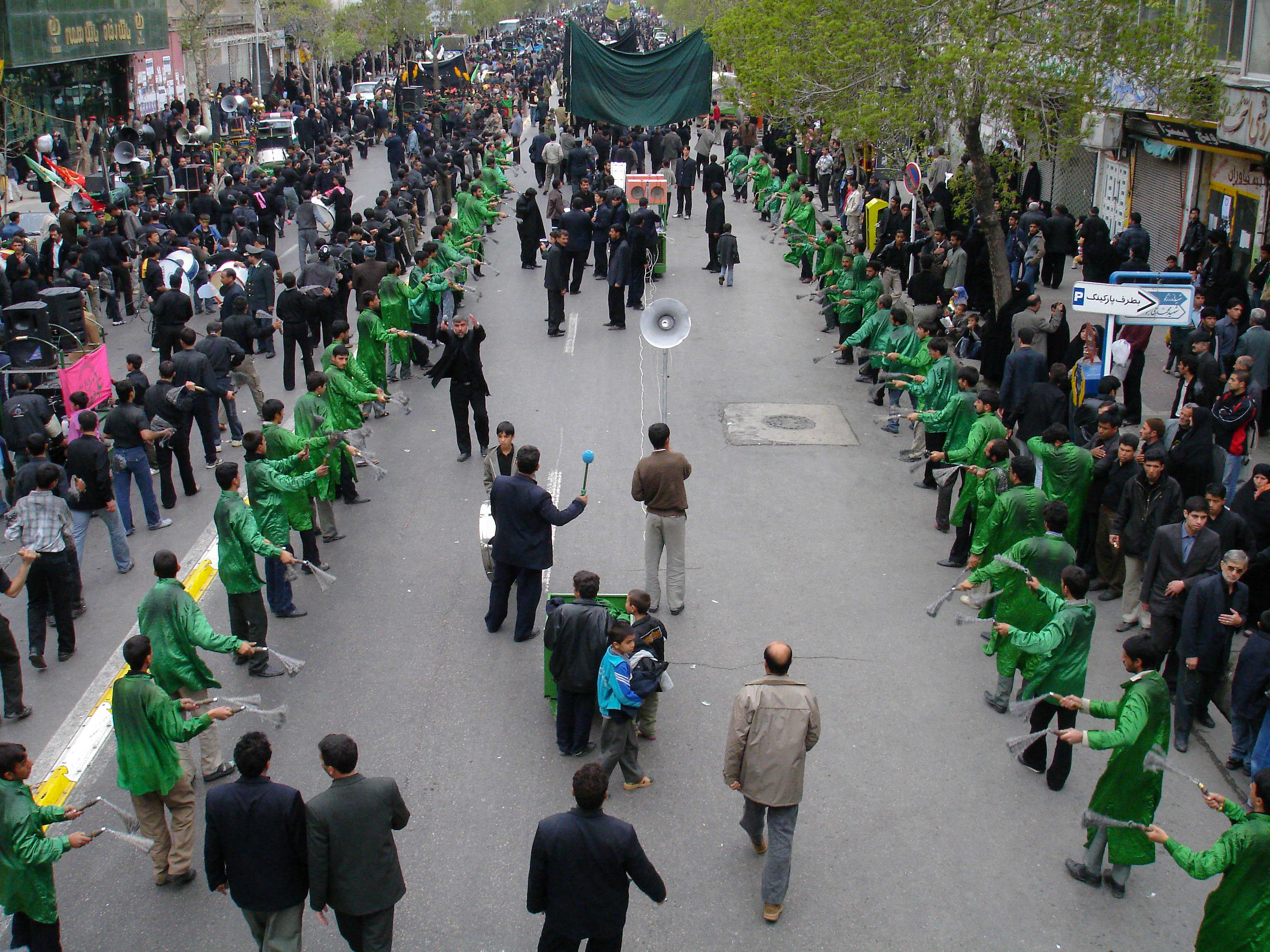
دسته سیدها در اربعین ۸۳ شهر مشهد

در جلوی دسته‌ها، پرچم‌داران به راه می‌افتند و سپس افراد بزرگتر زنجیرزن به ترتیب قد در دو صف طویل حرکت می‌کنند و در بین آن‌ها افرادی نوحه می‌خوانند و طبل یا دهل می‌زنند. سپس سینه‌زن‌ها در پشت این صف حرکت می‌کنند.

### تعزیه
در تعزیه بازیگران واقعه کربلا را به شکل نمایش بازی می‌کنند. تعزیه دو طفلان مسلم که در شهر بروجرد اجرا می‌شود داستان کشته شدن طفلان مسلم را حکایت می‌کند.

### عَلم

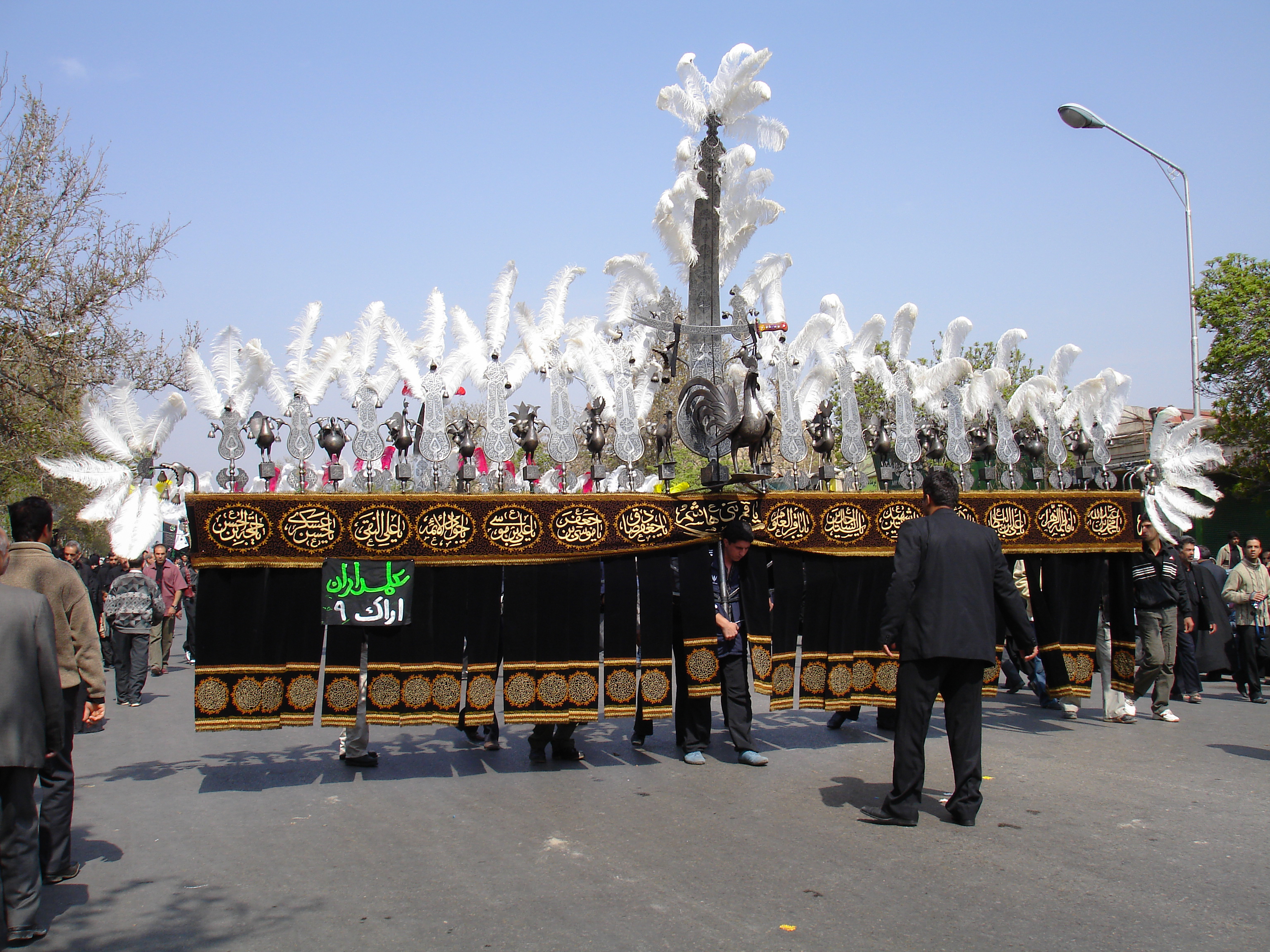

عَلم یا جریده یکی از وسیله‌های نمادین بکار رفته در آیین سوگواری عاشورا در میان شیعیان است. این وسیله معمولاً چوبی بلندی به ارتفاع پنج شش متر که سر آن پنجه‌ای برنجین می‌گذارند و پارچه‌های رنگین قیمتی به چوب می‌بندند. علم از فلز ساخته شده، توسط علم دار حمل می‌شود. در مناطقی از ایران مردم اعتقاد دارند که برخی از علم‌ها، که با نام علم جوش شناخته می‌شوند، اصطلاحاً می‌جوشند. در تصویر ضمیمه، که در روستای الهرد منطقه ارسباران گرفته شده‌است، دو علم در میان دایره عزاداران دیده می‌شوند. یکی از علم‌ها ساکن است و دیگری در حالت افقی قرار گرفته و علمدار را می‌کشد.

### نخل
نخل تابوت بزرگ و بلندی است که در روز عاشورا به عنوان تابوت امام حسین حرکت داده می‌شود.

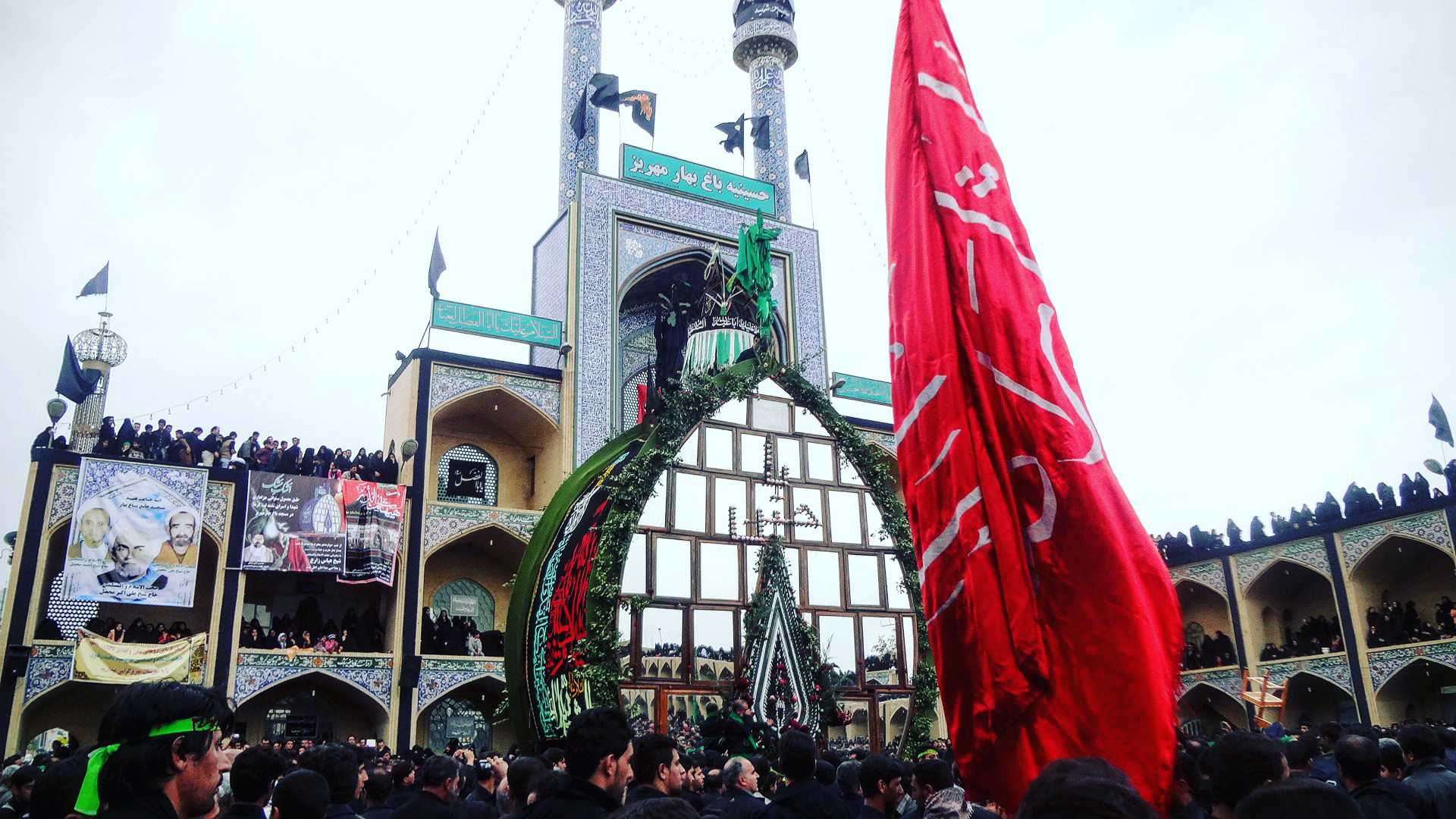
مراسم نخل‌گردانی عاشورا در مهریز

## عزاداری‌های محلی در ایران

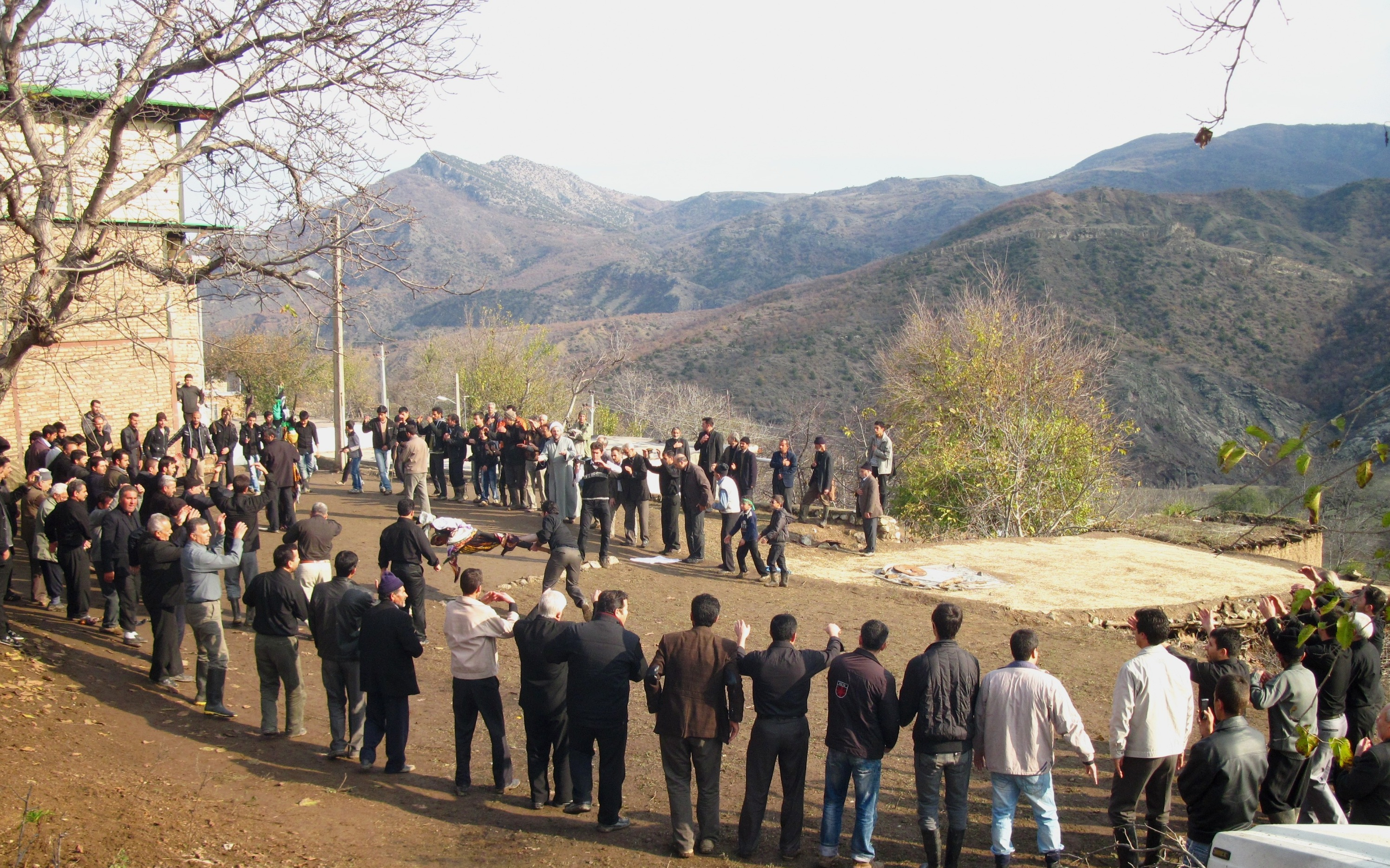
دو علم در میان عزاداران آورده شده‌اند (ارسباران آذر ۱۳۹۰).

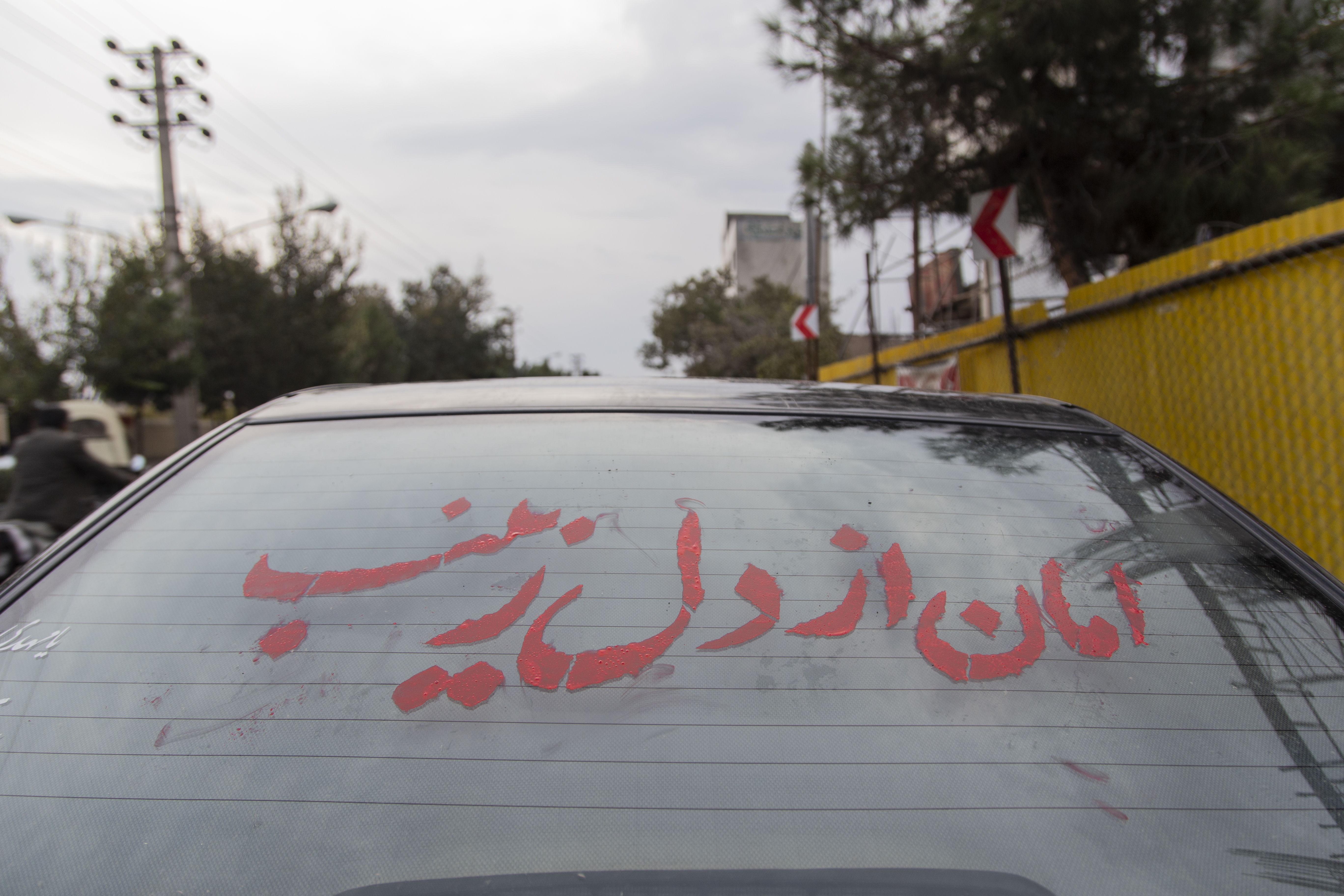
شعارنویسی با شابلون بر روی ماشین با شعارهای مذهبی به نشانه عزاداری در ماه محرم در شهر قم

- آئین سقاخانه: در بروجرد، برخی خانواده‌ها یک اتاق منزل خود را سیاهپوش می‌کنند و در شب‌های دهه محرم، از عزاداران پذیرائی می‌کنند. سقاخانه‌های هر کوی، با نصب پرچم و چراغ و بازگذاشتن در منزل مشخص می‌شوند.[۲۰]
- چک‌چکو: نوعی عزاداری شبیه به سینه زنی است که در آن از دو قطعه چوب یا سنگ استفاده می‌شود. چک چکو در استهبان استان فارس رایج است.[۲۱]
- خره مالی یا گل مالی در استان‌های ناحیه زاگرس و شهرهای مختلف از جمله خرم‌آباد، بروجرد، الشتر، نورآباد، کوهدشت، دورود و بیجار
- علم بندان در ماسوله - تصاویر
- طوق بندان (علم بندان) در شاهرود
- یاعباس یاعباس در شاهرود
- وای عباس در مراغه:
- کرب زنی در لاهیجان
- طشت‌گذاری در آذربایجان، زنجان، آستارا و تالش
- علم‌گردانی در هزاوه[۲۲]
- کاروان هلال غم در زواره[۲۳]
- شامگاه خدام (شمع و چراغ) در شاهرود [پیوند مرده]
- سنگ زنی در تهران قدیم
- قفل آجین در تهران قدیم و زنجان
- شمع آجین در تهران قدیم
- سنج و دمام در خوزستان، بوشهر و هرمزگان
- نخل‌گردانی (نخل‌برداری) در استان یزد
- شاخ به شاخ در روستاهای استان یزد
- تعزیه دو طفلی در بروجرد در حکایت طفلان مسلم.

قمه زنی در برخی مناطق و فرقه های افراطی

## نقد
- عبدالله جوادی آملی مفسر شیعه این مسئله را که روایت جریان کربلا از دست علما خارج شده و به دست روضه خوان‌ها افتاده‌است مورد نقد قرار می‌دهد. او با تأیید اهمیت مداحی، آن را در اولویت بعد از بیان معارف کربلا قرار می‌دهد و معتقد است خواندن روضه نیز باید توسط علما انجام شود. وی «خطر» پاکستان را مثال می‌زند که در آن کار به دست ذاکرین افتاده‌است و علما خانه‌نشین شده‌اند.[۲۴]
- نظر سید روح‌الله خمینی در مورد قمه زنی چنین است:

بسمه تعالی، شبیه خوانی و مراسم دیگر که در سؤال ذکر شده، اگر همراه با حرامی نباشد و موجب وهن مذهب نشود، مانع ندارد و بهتر است به جای شبیه خوانی، روضه بخوانند، و از قمه زنی اجتناب نمایند.
- علی شریعتی در کتاب تشیع علوی و تشیع صفوی می‌نویسد:

این نوع عزاداری‌ها نه دردین اسلام نه در ملیت ایرانی سابقه نداشته و مراسمی از نوع تعزیه گردانی شبیه‌سازی، نعش و علم وکتل و عماری و پرده داری وشمایل کشی و معرکه‌گیری و قفل بندی و زنجیر زنی و تعزیه خوانی و فرم خاص و جدید و تشریفاتی مصیبت خوانی که همه شکلش اقتباس از مسیحیت است و هرکس با آن آشنا است بسادگی تشخیص می‌دهد که تقلید است.
- سید علی اصغر غروی در مقاله عزاداری‌های مرسوم بدعت یا سنت می‌نویسد: شیعیان به جای بزرگداشت این قیام و پرداختن به علل، نتایج، دستاوردها و نقش تاریخ ساز آن، بیشتر به حواشی ماجرا می‌پردازند، و در این میان، سخنرانان نیز بی‌تقصیر نیستند، قصه‌گویانی که از قرآن و نهج البلاغه اطلاع کمی دارند، یا اصلاً اطلاعی ندارند، و کمتر از آن‌ها نقل می‌کنند، و این فرصت مغتنم را برای معرفی حقیقت دین به مردم از دست می‌دهند. بیش از نیمی از زمان هر مراسم، صرف عزاداری می‌شود! داستان‌های بسیاری در مورد گلوی بریده حسین، دستان بریده و فرق شکافته ابوالفضل، گلوی شکافته علی اصغر و جوانی علی اکبر تعریف می‌شود، اما افسوس و صد افسوس که هیچ‌کس نمی‌گوید این‌ها همه برای چه بود! نمی‌گویند چون یزید ظالم بود و حسین بن علی می‌خواست احقاق حق کند، آن اتفاقات روی داد! چطور ممکن است جامعه‌ای ادعاء حب حسین داشته باشد ولی از اخلاق حسین و نوع دینداری او بی‌خبر باشد؟! اگر قبول داریم حسین بر حق بوده، پس مشکل در عدم شناخت صحیح حق و ناحق است! آن هم حق و ناحق امروز، نه ۱۴۰۰ سال پیش، که معما چو حل گشت آسان شود می‌پنداریم که در مصیبت حسین گریه می‌کنیم، ولی در اصل به حال خودمان می‌گرییم و این داستان تکراری عزاداری‌های ما در طول تاریخ بوده‌است! چون اساساً اکثر ما حق و باطل را نمی‌شناسیم یا اگر شناختیم منافعمان ما را وادار به سکوت می‌کند.[۲۷]

## برنامه‌های سازمان‌دهی شده

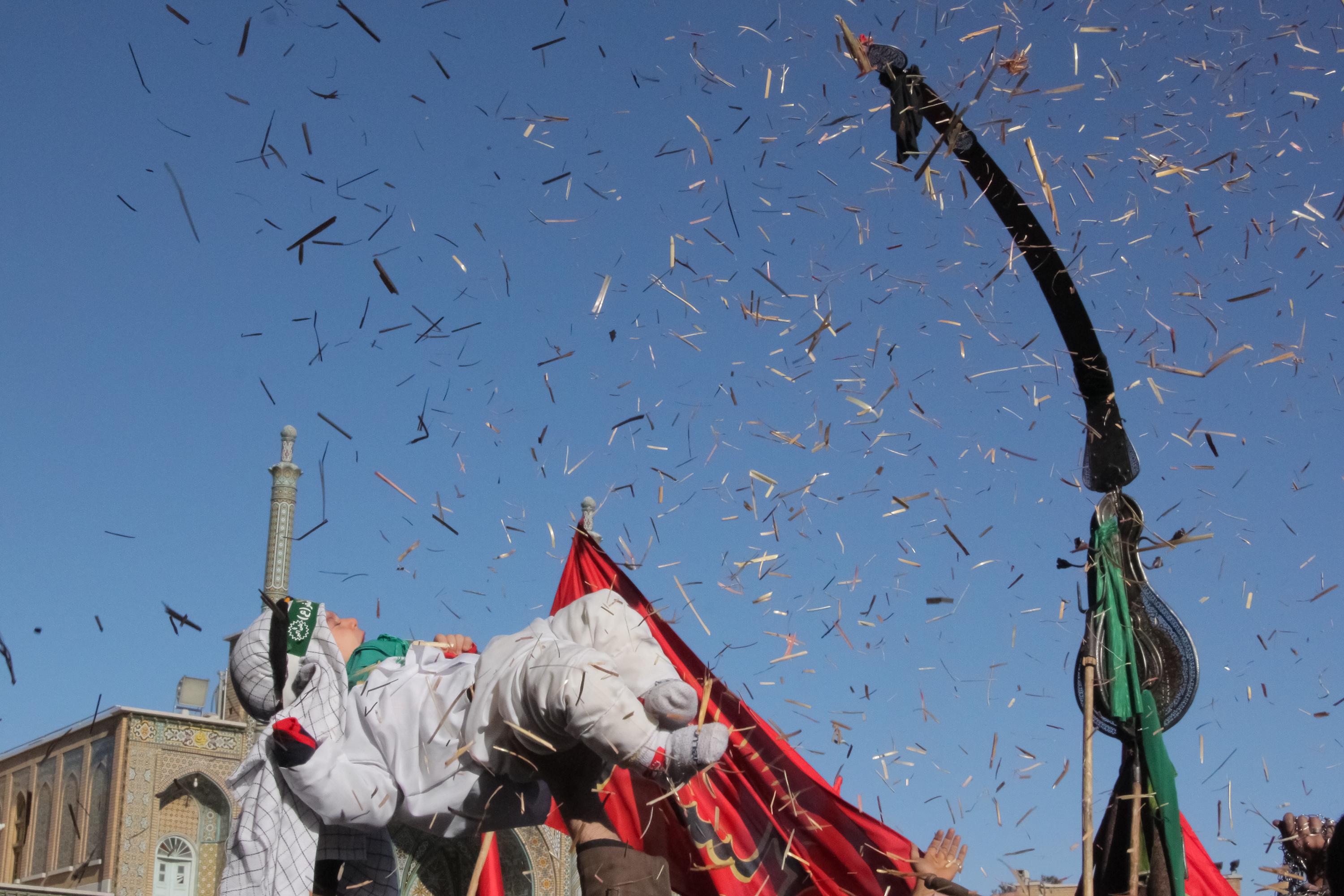
همایش شیرخوارگان حسینی در شهر قم

در سال‌های اخیر برخی برنامه‌ها توسط نهادهای دولتی یا سایر ارگان‌ها در سوگواری محرم به صورت سازمان یافته ترتیب داده می‌شوند. همایش شیرخوارگان حسینی هر ساله در سالروز کشته شدن علی اصغر فرزند شیرخوار حسین بن علی در شهرهای مختلف ایران برپا می‌شود. چهاردهمین دوره از این مراسم در روز جمعه ۱۶ مهرماه ۱۳۹۵ در ایران و سایر کشورها برپا شد.

## نگارخانه

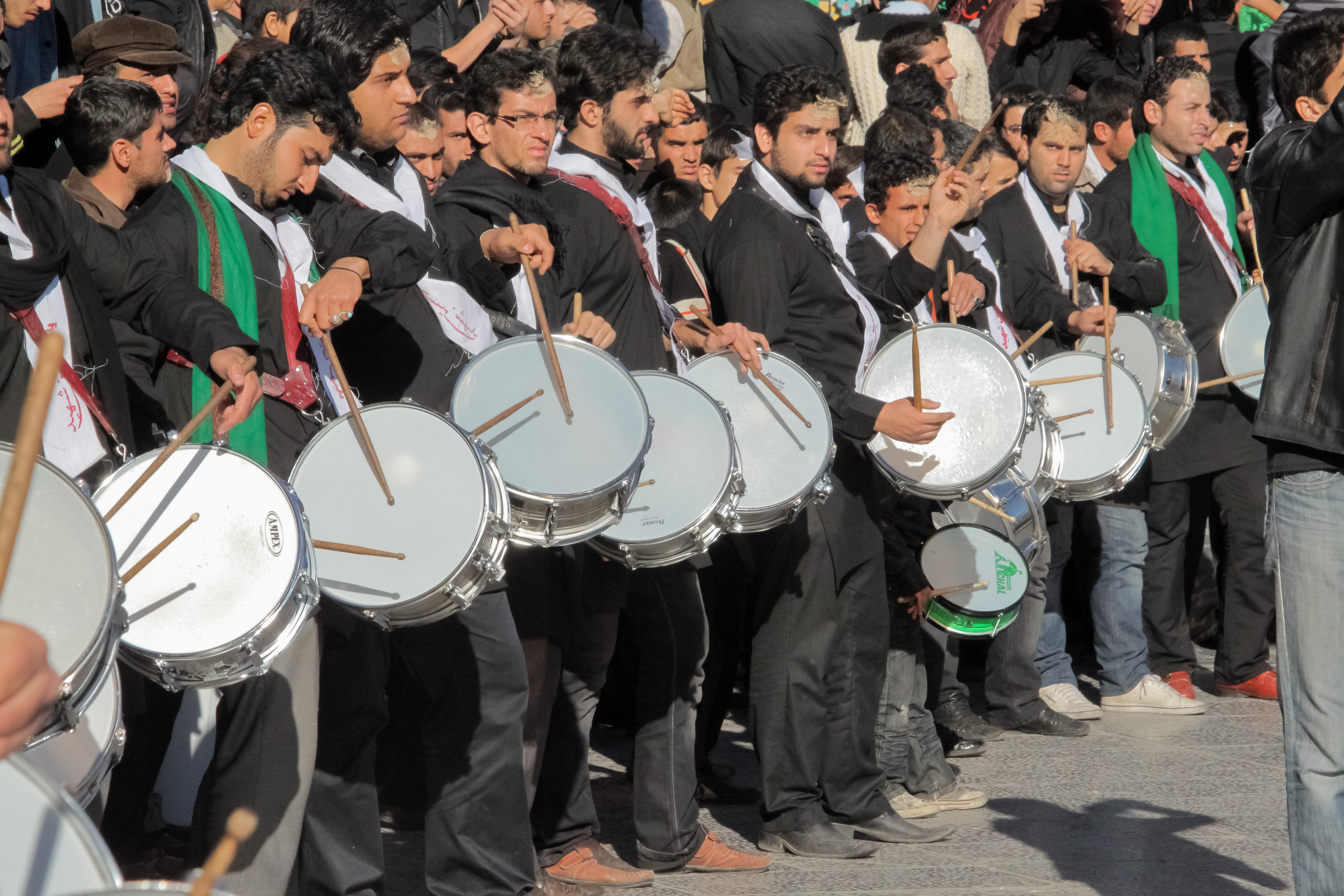
دسته‌های طبل در ماه محرم
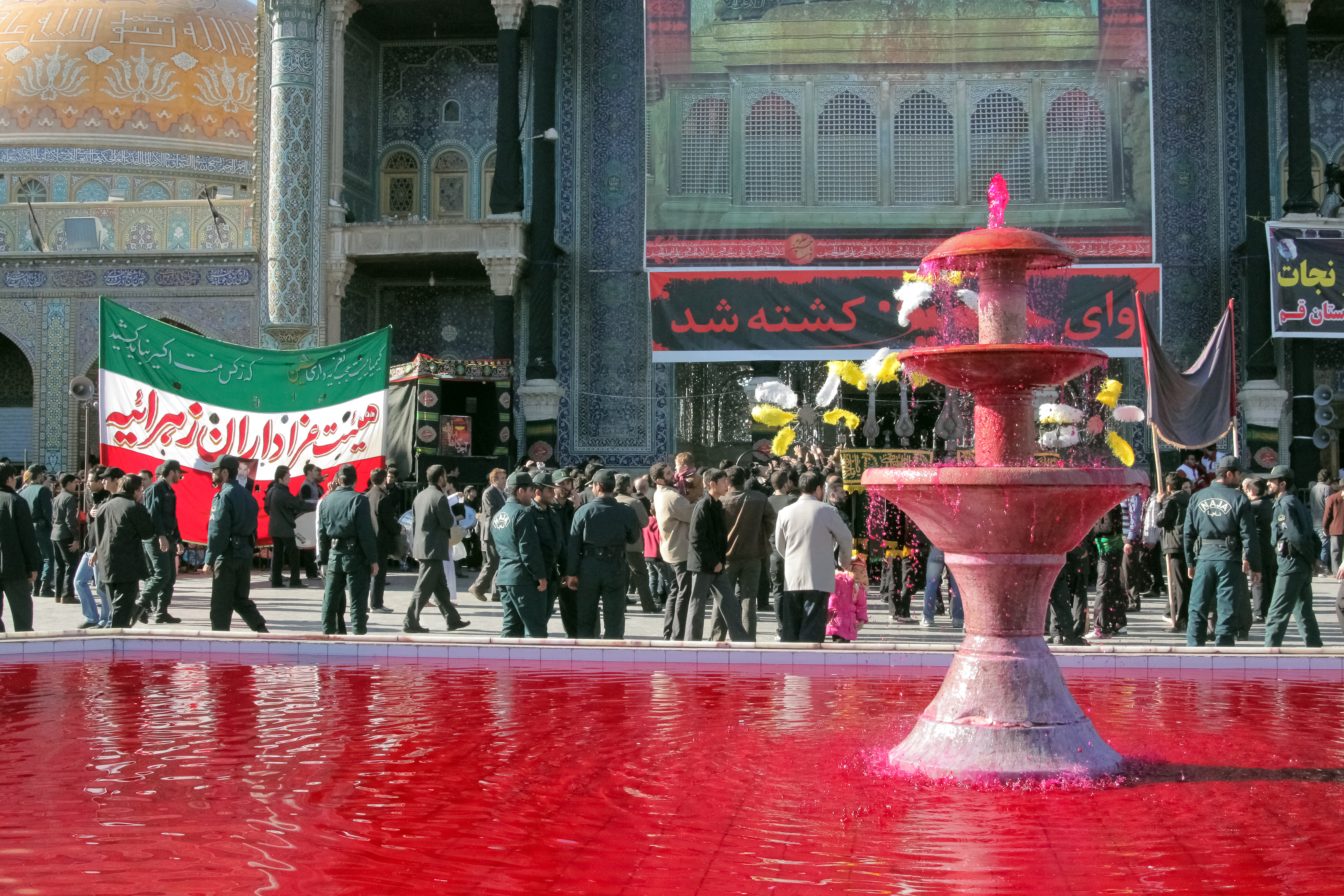
قرمز کردن آب حوض حرم فاطمه معصومه در قم به نشانه عزاداری در ماه محرم
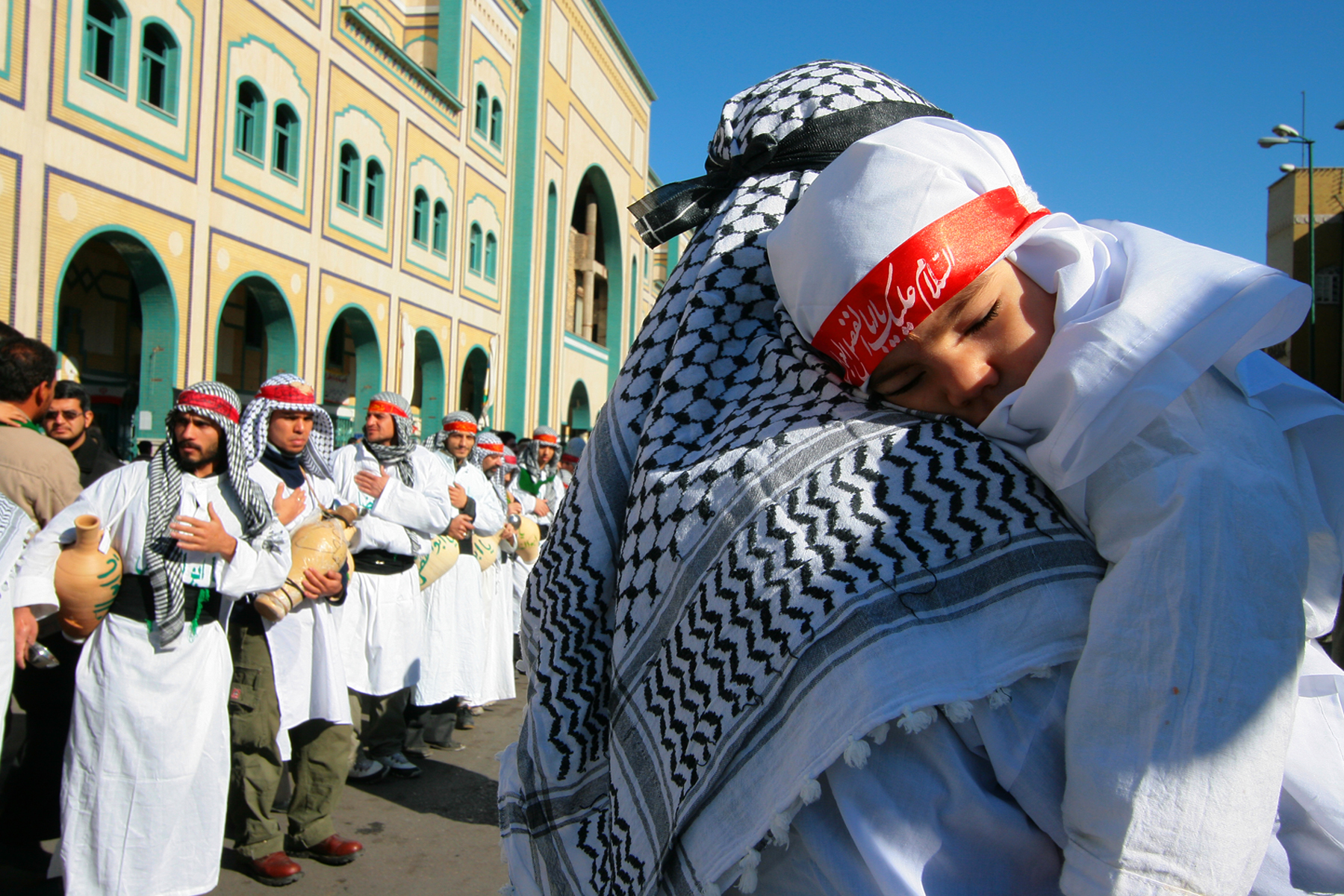
دسته‌های سقی در عزاداری‌های محرم
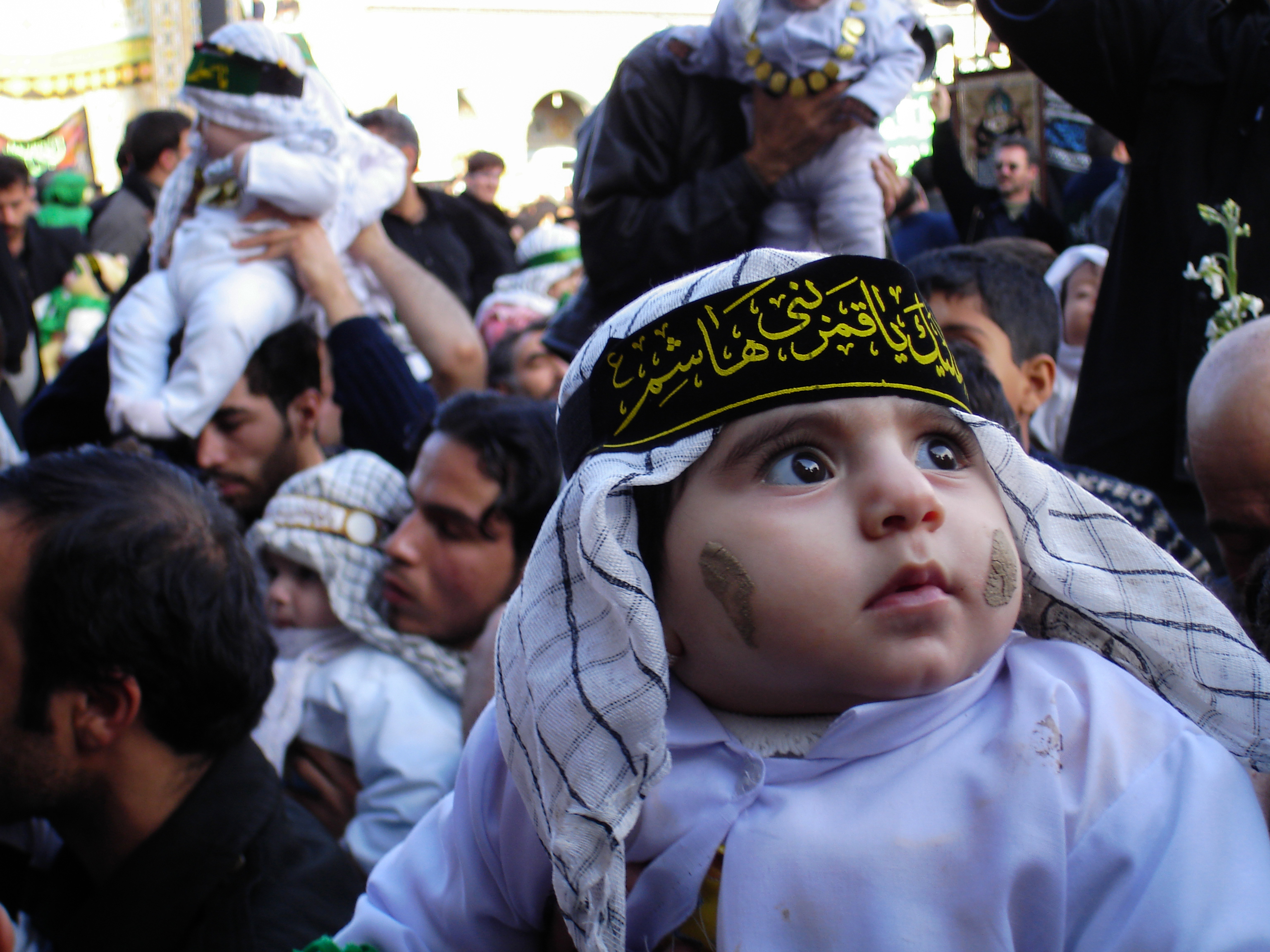
همایش شیرخوارگان حسینی در قم
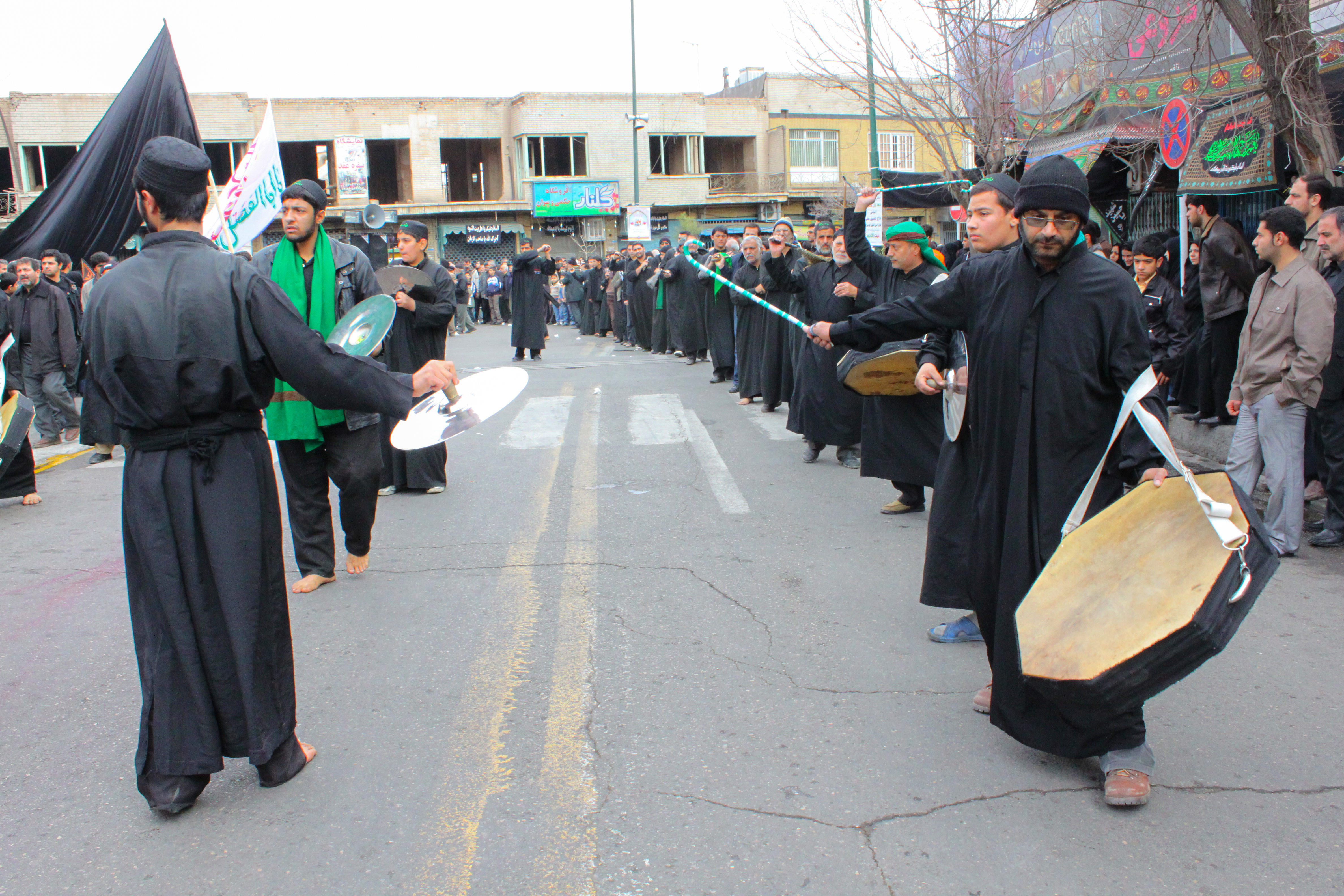
دسته طبل زنی عرب‌ها در عزاداری روز تاسوعا
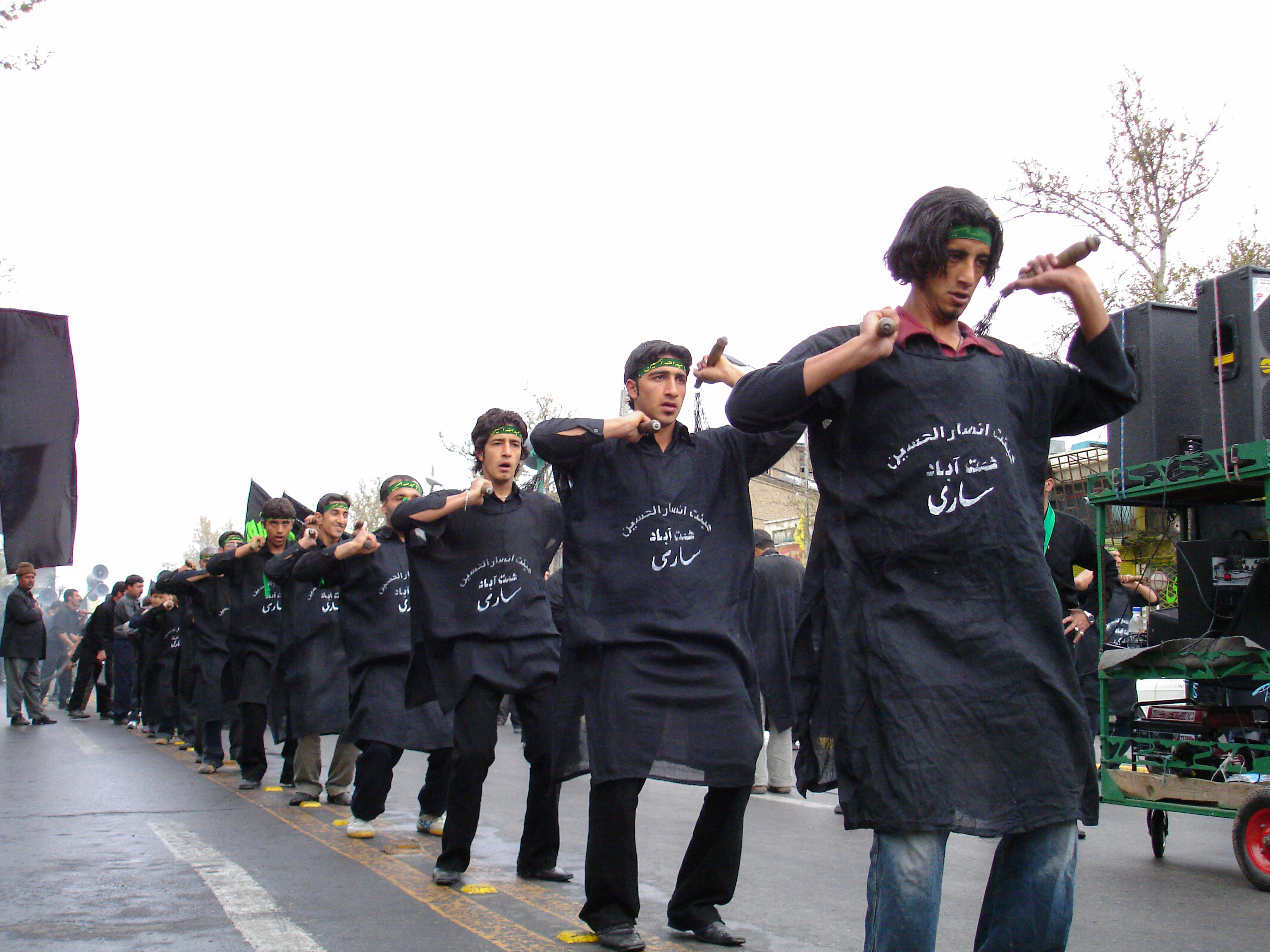
یک دسته زنجیرزنی در اربعین ۱۳۸۳ در شهر مشهد
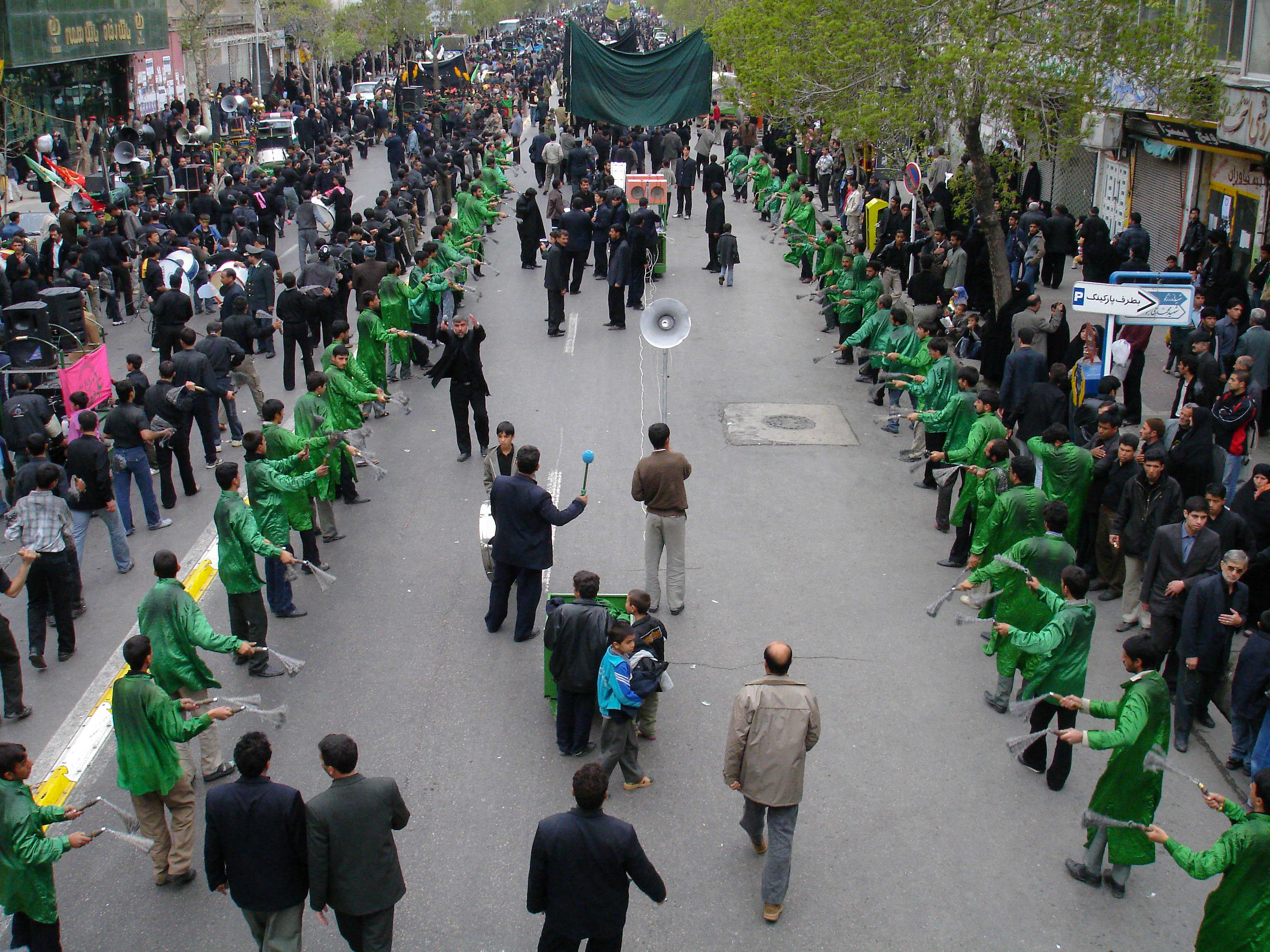
دسته عزاداری سادات
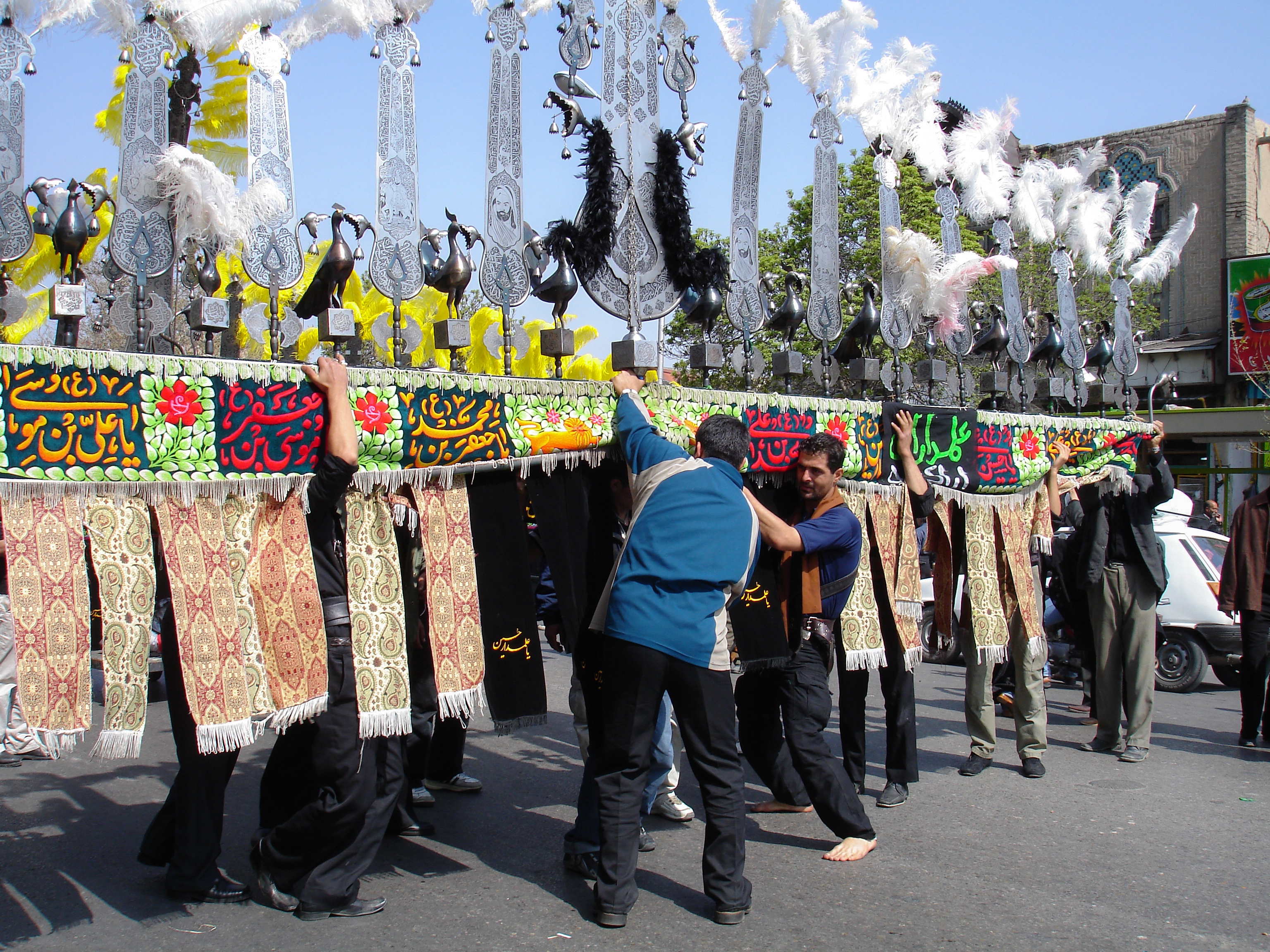
دسته‌ها و رسوم عزاداری در ماه محرم در ایران